# アシドチオバシラス属
アシドチオバシラス属（アシドチオバシラスぞく）又はアシディチオバシラス属又はアシドチオバチルス属又は硫黄酸化菌属（Acidithiobacillus）とはアシドチオバシラス科の基準属で、グラム陰性の非芽胞形成桿菌。基準種はアシドチオバシラス・チオオキシダンス。硫黄細菌の一種で、かつてはチオバシラス属に分類されていたが、酸性条件で生育するほか遺伝的な系統も異なるため分けられた。名称は酸の硫黄桿菌を意味する。GC含量は52から64。
pH2.0から3.5の酸性条件化で最も生育する。本属のアシドチオバシラス・フェロオキシダンスは二価の鉄イオンを三価にする鉄酸化細菌でもある。